# Conseiller de gouvernement pour les Affaires sociales et de la Santé (Monaco)
Le conseiller de gouvernement-ministre des Affaires Sociales et de la Santé est le membre du Conseil de gouvernement de la principauté de Monaco chargé de conduire les politiques publiques ayant trait à l'emploi, aux relations du travail, à la médecine du travail, aux assurances sociales du secteur privé et du secteur public, à la santé publique, à l'action sociale, à famille, aux personnes âgées et aux personnes handicapées.

## Liste des titulaires
| Conseiller de gouvernement-ministre | Dates       |
| ----------------------------------- | ----------- |
| Denis Ravera                        | 2005-2007   |
| Jean-Jacques Campana                | 2007-2010   |
| Stéphane Valeri                     | 2010-2017   |
| Didier Gamerdinger                  | 2017-2022   |
| Christophe Robino                   | Depuis 2022 |